# Buch von Armagh

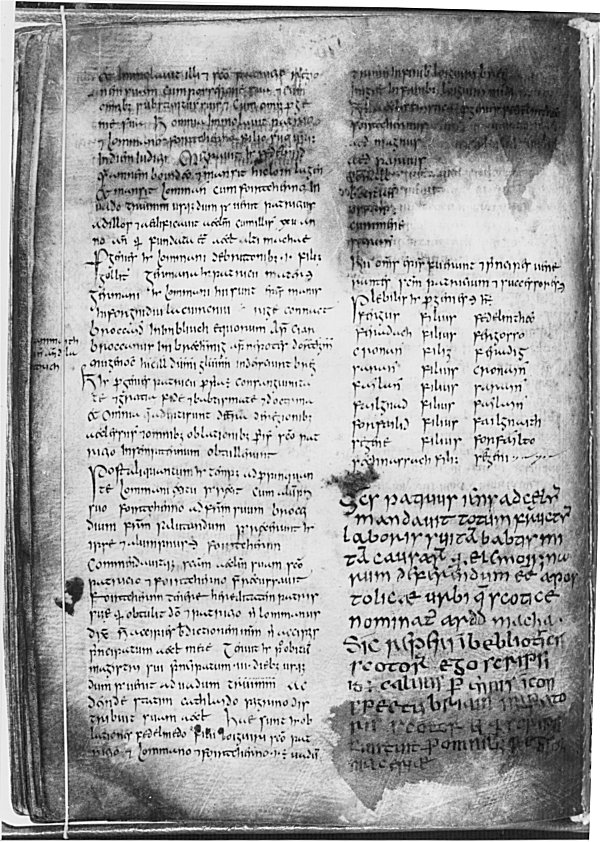
Textseite aus dem Buch von Armagh

Das Buch von Armagh oder Codex Ardmachanus, auch bekannt als Patrick-Kanon oder Liber Ar(d)machanus, ist ein irisches Manuskript aus dem 9. Jahrhundert. Es ist weitestgehend in Latein verfasst.
Das Buch von Armagh befindet sich in der Bibliothek des Trinity College in Dublin (MS 52). Bedeutend ist das Manuskript, weil es frühe Texte zum Heiligen Patrick enthält und einige der ältesten erhaltenen Passagen in altirischer Sprache. Zudem ist es eines der ersten auf den Britischen Inseln verfassten Manuskripte, das eine nahezu komplette Fassung des Neuen Testamentes enthält.
Einer Legende nach soll das Buch dem Heiligen Patrick selbst gehört haben und von ihm verfasst worden sein. Die Forschung geht jedoch davon aus, dass der älteste Teil des Manuskripts von einem Kopisten namens Ferdomnach of Armagh, der um 845 oder 846 verstarb, verfasst wurde. Demnach hat Ferdomnach das Buch um 807 oder 808 geschaffen.

## Inhalt
Das Buch von Armagh besteht aus drei Teilen: Eine Sammlung von Texten zum Heiligen Patrick, das Neue Testament und eine Sammlung mit Texten zum Heiligen Martin.

### Texte zum Heiligen Patrick
- Muirchú maccu Machtheni: Vita sancti Patricii (Leben des Heiligen Patrick)
- Dicta Patricii
- Tírechán: Collectanea de Vita S. Patricii (Tírechán’s Leben des Heiligen Patrick)
- Notulae
- Liber Angeli, Das Buch des Engels
- Confessio, Das Bekenntnis des Heiligen Patrick

### Lateinisches Neues Testament
Die Handschrift enthält ein nahezu vollständiges lateinisches Neues Testament, basierend auf der Vulgata, darin enthalten sind aber auch Lesarten der Vetus Latina. Mit enthalten sind der Eusebische Kanon, ein Vorwort zum Neuen Testament und Kommentare zu einzelnen Büchern von Pelagius. Außerdem enthalten ist der Laodizenerbrief, der aber mit der Warnung des Hieronymus als unecht bezeichnet wird.

### Texte zum Heiligen Martin
- Sulpicius Severus: Vita S. Martini, das Leben des Heiligen Martin von Tours
- Dialogi de S. Martino
- Epistola ad Eusebium
- Epistola ad Aurelium

## Datierung des Buches von Armagh
Die meisten Texte im Buch von Armagh wurden um 807 von Ferdomnach, Schreiber von Armagh, kopiert. Im Mittelalter wurde von Armagh das Gerücht unterstützt, dass das Buch von Armagh auf Patrick selbst zurückgeht. Aus diesem Grunde wurden einige Kolophone gelöscht, welche Information über den wahren Schreiber und Auftraggeber enthielten. Daher war bis ins 19. Jahrhundert die Datierung des Buches ungewiss.
Mitte des 19. Jahrhunderts untersuchte Rev. Charles Graves das Buch und verwendete erstmals chemische Hilfsmittel, um ausgelöschte Passagen im Manuskript wieder sichtbar zu machen. Er identifizierte den Namen des Schreibers, Ferdomnach, und den Auftraggeber, Bischof Torbach. Laut der Annalen der vier Meister war Torbach nur ein Jahr Bischof (geweiht 807) und starb im Jahre 808. Das Buch wird seither um das Jahr 807 datiert.